# Unione francese
L'Unione francese (francese Union française) fu una entità politica creata dalla quarta Repubblica francese per rimpiazzare l'antico sistema coloniale, l'impero coloniale francese (Empire Français) e abolire lo stato di indigeno (indigène).

## Storia
Stabilita dalla costituzione francese del 27 ottobre 1946 (quarta repubblica), essa durò fino al 1958, quando venne rimpiazzata dalla Comunità francese dalla quinta Repubblica francese di Charles de Gaulle.
L'unione francese era modellata sul Commonwealth Britannico, ed includeva la Francia, dipartimenti e territori d'oltremare, protettorati e territori e stati associati.

## Composizione
L'Unione francese raggruppava diverse entità:
- la Repubblica francese che comprendeva:
  - la Francia metropolitana;
  - i Dipartimenti d'oltremare:
    - i dipartimenti d'Algeria (Algeri, Orano, Costantina, Territori del Sud),
    - le vecchie colonie dipartimentalizzate nel 1947: Guadalupa, Martinica, Guyana francese, La Riunione;

  - i Territori d'oltremare (precedentemente colonie): 
    - Africa Occidentale Francese (Costa d'Avorio, Dahomey, Guinea francese, Mauritania, Niger, Senegal, Sudan francese, Alto Volta),
    - Africa Equatoriale Francese (Congo francese, Gabon, Ubangi-Sciari, Ciad),
    - Comore (inclusa Mayotte), Madagascar,  India francese, Nuova Caledonia, Insediamenti francesi d'Oceania, Saint-Pierre e Miquelon, Costa francese dei Somali;
- i territori associati, su mandato della Società delle Nazioni:
  - il Togo francese;
  - il Camerun francese.
- gli stati associati:
  - sotto la forma di Stato associato:
    - l'Indocina francese, essa stessa formata da tre stati: Stato del Vietnam, Regno di Cambogia, Regno del Laos

  - sotto la forma di Protettorato:
    - il Protettorato francese del Marocco;
    - il Protettorato francese in Tunisia.

## Dissoluzione
Ufficialmente l'Unione francese durò fino al 1958 quando fu sostituita dalla Comunità francese. Non tutti i paesi membri dell'Unione aderirono alla Comunità e alcuni ottennero l'indipendenza prima del 1958 (data della sostanziale fine della Unione francese).

Date di indipendenza:
- 1953: Stato del Vietnam (Annam, Tonchino, Cocincina)
- 1953: Regno di Cambogia (Cambogia)
- 1953: Regno del Laos (Laos)
- 1956: Protettorato francese del Marocco (Marocco)
- 1956: Protettorato francese in Tunisia (Tunisia)